# Lacunaria sampaioi
Lacunaria sampaioi är en tvåhjärtbladig växtart som beskrevs av Adolpho Ducke. Lacunaria sampaioi ingår i släktet Lacunaria och familjen Ochnaceae. Inga underarter finns listade i Catalogue of Life.